# Золотой глобус (премия, 1950)
7-я церемония вручения наград премии «Золотой глобус»

23 февраля 1950
Лучший фильм : 

Вся королевская рать"
7-я церемония вручения наград премии «Золотой глобус» за заслуги в области кинематографа за 1949 год. Церемония была проведена 23 февраля 1950 года в Лос-Анджелесе, штат Калифорния, США.

## Победители
| Победители выделены отдельным цветом. |

| Категории                                               | Фотографии лауреатов                     | Победители                                      |
| ------------------------------------------------------- | ---------------------------------------- | ----------------------------------------------- |
| Лучшая мужская роль                                     |                                          | • Бродерик Кроуфорд — «Вся королевская рать»    |
| Лучшая мужская роль                                     | • Ричард Тодд — «Горячее сердце»         |                                                 |
| Лучшая женская роль                                     |                                          | • Оливия Де Хэвилленд — «Наследница»            |
| Лучшая женская роль                                     | • Дебора Керр — «Эдвард, мой сын»        |                                                 |
| Лучший режиссёр                                         |                                          | • Роберт Россен — «Вся королевская рать»        |
| Лучший режиссёр                                         | • Уильям Уайлер — «Наследница»           |                                                 |
| Лучший фильм                                            |                                          | • «Вся королевская рать»                        |
| Лучший фильм                                            | • «Приходи в конюшню»                    |                                                 |
| Лучший актёр второго плана                              |                                          | • Джеймс Уитмор — «Поле битвы»                  |
| Лучший актёр второго плана                              | • Дэвид Брайан — «Осквернитель праха»    |                                                 |
| Лучшая актриса второго плана                            |                                          | • Мерседес Маккэмбридж — «Вся королевская рать» |
| Лучшая актриса второго плана                            | • Мириам Хопкинс — «Наследница»          |                                                 |
| Лучший кинооператор                                     |                                          | • Франц Планер — «Чемпион»                      |
| Лучший кинооператор                                     | • Бёрнетт Гаффи — «Вся королевская рать» |                                                 |
| Лучший сценарий                                         |                                          | • Роберт Пирош — «Поле битвы»                   |
| Лучший сценарий                                         | • Уолтер Донигер — «Верёвка из песка»    |                                                 |
| Лучшая музыка к фильму                                  |                                          | • Джонни Грин — «Ревизор»                       |
| Лучшая музыка к фильму                                  | • Джордж Данинг — «Вся королевская рать» |                                                 |
| Лучший дебют актёра                                     |                                          | • Ричард Тодд                                   |
| Лучший дебют актёра                                     | • Хуано Эрнандес                         |                                                 |
| Лучший дебют актрисы                                    |                                          | • Мерседес Маккэмбридж                          |
| Лучший дебют актрисы                                    | • Рут Роман                              |                                                 |
| Лучший фильм по развитию международного взаимопонимания |                                          | • Винсент Шерман — «Горячее сердце»             |
| Лучший фильм по развитию международного взаимопонимания | • Морис Клош — «Месье Венсан»            |                                                 |
| Лучший фильм на иностранном языке                       |                                          | • «Похитители велосипедов», Италия              |
| Лучший фильм на иностранном языке                       | • «Поверженный идол», Великобритания     |                                                 |
| Лучшее использование цвета                              |                                          | • «Приключения Икабода и мистера Тоада»         |
| Лучшее использование цвета                              | • «Увольнение в город»                   |                                                 |